# TRT Kurdî
TRT Kurdî är en kurdisk tv-kanal som lanserades i Turkiet den 1 januari 2009. Kanalen ägs av Türkiye Radyo Televizyon Kurumu (TRT), som är Turkiets nationella TV-bolag. TRT Kurdî sänder program på två olika språk: kurdiska (sorani, kurmanci dialekter) och zazaiska. Ytterligare sändningar från kanalen planerar man införa två andra språk som arabiska och persiska. 
Kanalen sänder nyhetssändningar, barnprogram, musik, filmer, dokumentärer, dramaserier och debattprogram. Huvudsyftet med TRT Kurdî är att spegla Turkiets kulturella mångfald på TV. TRT Kurdî sänder från västra omfattningen av Türksat 3A satelliten. Satellit frekvensen av kanalen kan tas emot från Turkiet och resten av Europa.